# Поштово-телеграфна контора (Кременчук)

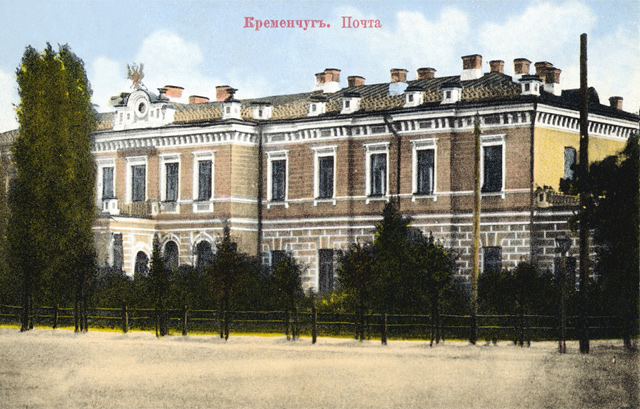
Будівля пошти кінця XIX-початку XX століття

Поштово-телеграфна контора — будівля у Кременчуці у другій половині XIX — першій половині XX століття.
Відповідно до Положення про організацію зв'язку в країні від 28 травня 1885 року на Полтавщині створюються поштово-телеграфні округи. Кременчуцька повітова пошта перейменовується у поштово-телеграфну контору. У 1888–1895 роках за проектом і під керівництвом цивільного інженера Г. Павловського докорінно перебудовується будинок повітової поштової контори. Збільшується майже у 2,5 раза, фасади робляться у дусі «цегляного стилю», рцентральний вхід розміщується з боку площі, створювали новий образ пошти, який вже не поєднувався з сусідніми будівлями повітової управи і повітового училища. Будівля була зруйнована 1943 року німецькими солдатами під час відступу.